# 班固

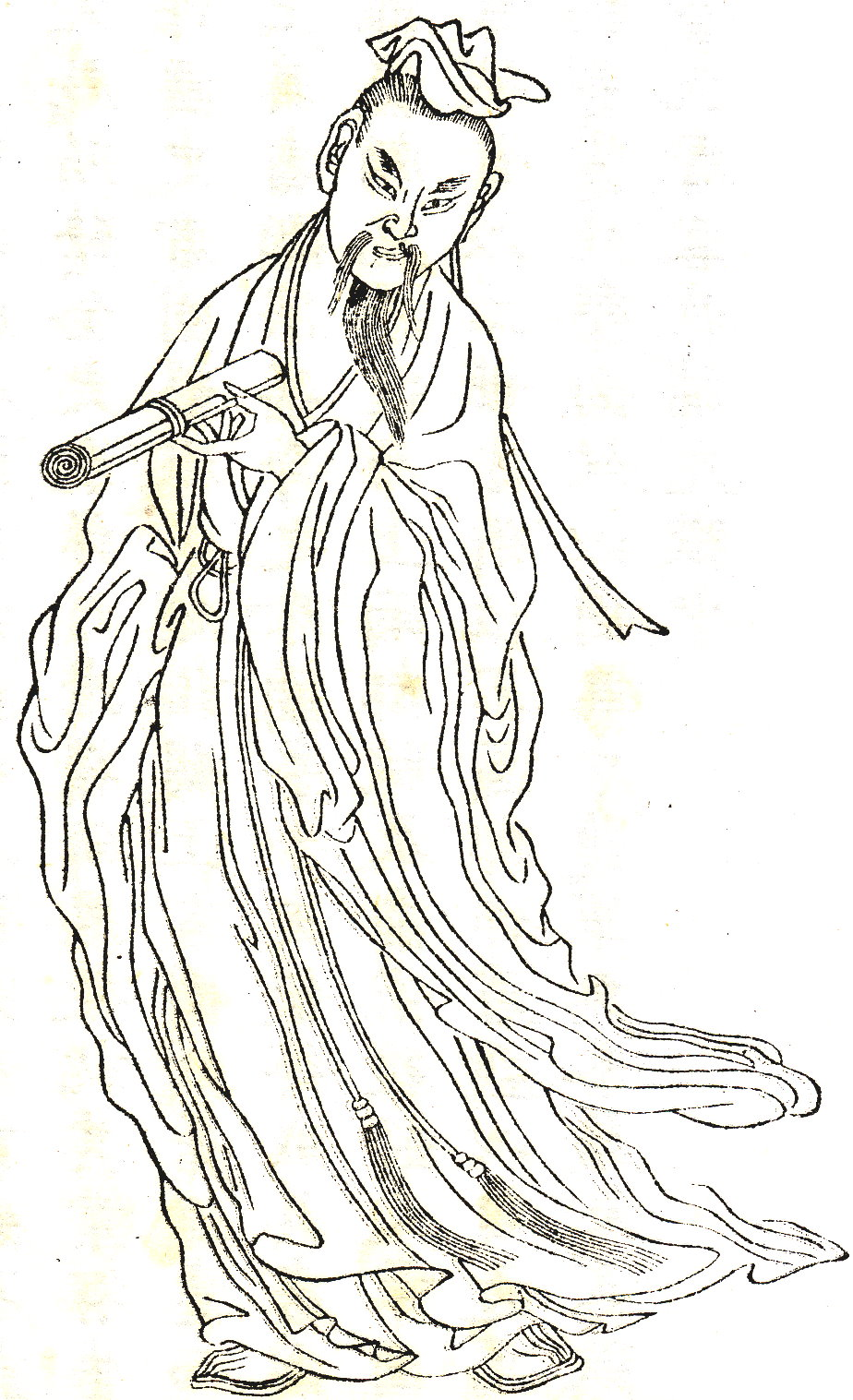
班固

班 固（はん こ、32年（建武8年） - 92年（永元4年））は、中国後漢初期の歴史家・文学者。字は孟堅。父は班彪。班超・班昭の兄。班勇の伯父。『漢書』の編纂者として一般に知られるが、文学者としても「両都賦」などで名高い。

## 生涯
『後漢書』班彪列伝によると、班固は右扶風安陵県の人であり、若いころから文章に優れていた。父の班彪も歴史家であり、班固に先立ってすでに『史記』の『後伝』65編を編纂していた。建武30年（54年）に父が没した後、班固はその遺志をついで歴史書を編纂していたが、「ひそかに国史を改作しようとしている」と告発されて投獄された。弟の班超が明帝に上書したところ、冤罪として班固は許され、高く評価されて蘭台令史の職につけられた。後に典校秘書に遷った。班固は『世祖本紀』（後の『東観漢記』の一部）を共同で編纂した。『漢書』はその後20年ほどかけて基本的に完成した。
章帝は文学を好み、班固は高く評価された。帝は経典の本文に関する白虎観での論争の経緯を班固に編纂させた。
その後、母の喪のために官を辞したが、永元元年（89年）に竇憲に従って匈奴と戦った。班固が竇憲の勝利を記念して書いた「封燕然山銘」（燕然山は現在のハンガイ山脈）が『文選』に載っている。2017年8月14日に中国で報じられたところによれば、中国の内モンゴル大学蒙古学研究センターとモンゴルのチンギス・ハーン大学が共同で同年7月27日から2週間かけて行った実地調査により、この石碑がハンガイ山脈に現存することが確認された。
永元4年（92年）、竇憲が失脚すると、班固もまた竇憲一派とされてこの事件に連座して、獄死した。
『漢書』の未完の部分は妹の班昭が引き継いで完成させた。

## 著名な作品
- 『漢書』 - 前漢の歴史を記す。王朝ごとの断代史として中国最古。
- 『白虎通義』 - 白虎観における経典に関する論争をまとめたもの。
- 「両都賦」 - 前漢の長安と後漢の洛陽の二つの首都のどちらが優れているかを比べ、洛陽に軍配を上げる。『文選』の冒頭に載せる。『文選』には「幽通賦」「答賓戯」など、班固の作品8篇を載せている。
- 「詠史」詩 - 淳于意について歌った詩。作者のはっきりした五言詩としてもっとも古い[3]。

## 原典訳注
- 『中国古代の歴史家たち―司馬遷・班固・范曄・陳寿の列伝訳注』、福井重雅編訳、早稲田大学出版部、2006年